# Роналдо Сенффт
Роналдо Сенффт (порт. Ronaldo Senfft, 12 липня 1954) — бразильський яхтсмен.
Срібний призер Олімпійських Ігор 1984 року в класі Солінґ.